# Resa d'amore
Resa d'amore (The Princess Comes Across) è un film statunitense del 1936 diretto da William K. Howard.
Il film è basato sul romanzo A Halálkabin del 1935 scritto da Louis Lucien Rogger, pseudonimo di Laszlo Aigner e Louis Acze.